# メルセデス・ベンツ・X167
メルセデス・ベンツ・X167（Mercedes-Benz X167 ）は、ドイツの自動車メーカーであるメルセデス・ベンツ・グループが生産し、同社がメルセデス・ベンツブランドで展開している2代目GLSである（X167はそのコードネーム）。2019年4月に、先代であるX166の後継車種として、ニューヨーク国際オートショーで発表された。

## 日本市場での歴史
- 2020年
  - 3月23日 - 「GLS 400 d 4MATIC」、「GLS 580 4MATIC SPORTS」が日本で発売開始となる。前者はディーゼルエンジン、後者はガソリンエンジンを搭載し、前者は右ハンドル仕様のみで後者は左ハンドルのみ。キャッチコピーは、「ラグジュアリーの真髄をまとう、フラッグシップSUV」。
  - 12月15日 - 「AMG GLS 63 S 4MATIC+」を日本で発売開始。左ハンドルのみ。価格は2183万円となる。
- 2022年12月13日 - 3列目シートの不具合のため国土交通省にリコールを届け出[2]。
- 2023年12月14日 - マイナーチェンジ[3]。

「GLS 400 d 4MATIC」はオルタネーターとスターターの機能を兼ねた電気モーターISG（インテグレーテッド・スターター・ジェネレーター）が搭載され、「GLS 450 d 4MATIC」へ改名。これで全てのモデルが電動化された。また、「GLS 580 4MATIC SPORTS」は「AMG GLS 63 S 4MATIC+」と同じM177型に換装され、出力・トルク共に向上された。
外観ではテールライトを新意匠に変更。「GLS 450 d 4MATIC」と「GLS 580 4MATIC SPORTS」はフロントグリルを4本の水平ルーバーをあしらった新意匠に変更するとともに、フロントバンパー、エアインテーク、ホイールも新意匠に変更された。
内装では「GLS 580 4MATIC SPORTS」専用のオプション設定だった「ショーファーパッケージ」を「GLS 450 d 4MATIC」と「AMG GLS 63 S 4MATIC+」にも設定を拡大し、Burmesterサラウンドサウンドシステムを全モデルに標準装備された。
ステアリングホイールが最新世代となり、リムに静電容量式センサーを備えたパッドを内蔵したことでステアリングホイールにトルクがかかっていなくてもドライバーがステアリングを握っていることが認識可能となった。
エンジンやトランスミッションの特性をスイッチ操作1つで切替可能なDYNAMIC SELECTに備わっている「Offroad」モードに設定している場合に、360°カメラシステムを用いてメディアディスプレイにクルマのフロント部分下方の路面（フロントタイヤとその操舵方向を含む）を仮想的に映し出すことで道路上にある大きな石や深い窪みなどの障害を車外に出ることなく確認可能にする「トランスペアレントボンネット」や「MBUX ARナビゲーション」が標準装備された。

## 諸元
| モデル              | GLS 400 d 4MATIC                | GLS 450 d 4MATIC                | GLS 580 4MATIC Sports          | GLS 580 4MATIC Sports      | メルセデスAMG GLS 63S 4MATIC+  |
| ------------------- | ------------------------------- | ------------------------------- | ------------------------------ | -------------------------- | ------------------------------ |
| 販売期間            | 2020年3月 - 2023年12月          | 2023年12月 -                    | 2020年3月 - 2023年12月         | 2023年12月 -               | 2020年12月 -                   |
| ステアリング        | 右                              | 右                              | 左                             | 左                         | 左                             |
| トランスミッション  | 電子制御9速AT                   | 電子制御9速AT                   | 電子制御9速AT                  | 電子制御9速AT              | 電子制御9速AT                  |
| 駆動方式            | 4WD                             | 4WD                             | 4WD                            | 4WD                        | 4WD                            |
| エンジン型式        | OM656                           | 656M                            | M176                           | M177                       | M177                           |
| 種類・ シリンダー数 | DOHC 直列6気筒 ディーゼルターボ | DOHC 直列6気筒 ディーゼルターボ | DOHC V型8気筒 ツインターボ     | DOHC V型8気筒 ツインターボ | DOHC V型8気筒 ツインターボ     |
| 排気量              | 2,924cc                         | 2,988cc                         | 3,982cc                        | 3,982cc                    | 3,982cc                        |
| 最高出力            | 243kW（330PS） 3,600 - 4,200rpm | 270kW（367PS） 4,000rpm         | 360kW（489PS） 5,500rpm        | 380kW（517PS） 5,500rpm    | 450kW（612PS） 6,500rpm        |
| 最大トルク          | 700Nm (71.4kgm) 1,200–3,200rpm  | 750Nm 1,350–2,800rpm            | 700Nm (71.4kgm) 2,000–4,000rpm | 730Nm 2,250–4,500rpm       | 850Nm (86.7kgm) 2,500–4,500rpm |